# Witkowo (powiat lipnowski)
Witkowo – wieś w Polsce położona w województwie kujawsko-pomorskim, w powiecie lipnowskim, w gminie Wielgie.

## Podział administracyjny
W latach 1975–1998 miejscowość należała administracyjnie do województwa włocławskiego.

## Demografia
Według Narodowego Spisu Powszechnego (III 2011 r.) liczyła 424 mieszkańców. Jest czwartą co do wielkości miejscowością gminy Wielgie.

## Znane osoby
W miejscowości urodził się polski duchowny katolicki, biskup włocławski, Stanisław Gębicki.

## Zabytki
Według rejestru zabytków NID na listę zabytków wpisany jest zespół dworski z 2 poł. XIX w., nr rej.: A/20/1-2 z 20.03.2000: dwór i park.